# Râul Ohaba, Crainici
Râul Ohaba este un curs de apă, afluent al râului Crainici.